# Chambon-Sainte-Croix
Chambon-Sainte-Croix este o comună în departamentul Creuse din centrul Franței. În 2009 avea o populație de 90 de locuitori.

## Evoluția populației
| An        | 1975 | 1982 | 1990 | 1999 | 2006 | 2009 |
| --------- | ---- | ---- | ---- | ---- | ---- | ---- |
| Populație | 138  | 108  | 84   | 86   | 94   | 90   |